# Центризм (марксизм)
Центризм в марксистском движении — идейно-политические течения, занимавшие промежуточные позиции между революцией и реформизмом (революционным и реформистским социализмом). Например, Независимая социал-демократическая партия Германии (НСДПГ) и Независимая рабочая партия Великобритании (НРП) рассматривались как центристские, поскольку колебались между отстаиванием возможности революционного или эволюционного (посредством постепенных реформ) достижения социалистической экономики. Партии, которые принадлежали к так называемым «Двухсполовинному» и «Трехсполовинному Интернационалу», пытавшимся проложить курс между реформизмом социал-демократического Второго Интернационала и революционной политикой Коммунистического Третьего Интернационала, также были образцом центризма в этом смысле. В число членов «3,5-го Интернационала» (Лондонского бюро) вошли и довольно радикальные партии, в том числе испанская Рабочая партия марксистского единства (ПОУМ) и нидерландская Революционная социалистическая партия — они были основаны троцкистами и другими антисталинистскими коммунистами, однако с точки зрения ортодоксального троцкизма также были «центристскими».

## История
Считается, что центристский марксизм кристаллизовался в ходе борьбы между революционным и ревизионистским (бернштейнианство) направлениями во Втором Интернационале в начале XX века. По формулировке советских источников, следовавших негативной оценке «центристов» со стороны В. И. Ленина («Не так страшен и вреден открытый оппортунизм, отталкивающий от себя сразу рабочую массу, как эта теория золотой середины, оправдывающая марксистскими словечками оппортунистическую практику, доказывающая рядом софизмов несвоевременность революционных действий и проч.»), это течение «пыталось сгладить непримиримые противоречия между ними путём уступок оппортунизму в кардинальных программных и тактических вопросах рабочего движения». Сами же центристы, в том числе в лице своего известнейшего идеолога и вождя Карла Каутского (по имени которого это течение также называют каутскианством), предпочитали определять себя как ортодоксальные марксисты, отстаивавшие наследие Маркса и Энгельса против крайностей в движении.
На Парижском конгрессе 2-го Интернационала в 1900 году Каутский уклонился от осуждения «мильеранизма» (казуса Александра Мильерана — французского социалиста, вошедшего в буржуазное правительство) и не предпринимал действий против де-факто реформистской практики социал-демократии, однако вёл активную полемику с крупнейшим сторонником ревизии марксизма Эдуардом Бернштейном, приветствовал революцию 1905—1907 годов в Российской империи и теоретически отстаивал марксистские принципы классовой борьбы и пролетарской революции в таких работах, как «Путь к власти» (1909). После выхода последней, однако, Каутский предпочитал союзы с правым крылом социал-демократии для совместной борьбы против её левого крыла.
Идеология центризма окончательно сложилась накануне Первой мировой войной 1914—1918, в ходе которой его противоречия раскрылись ещё заметнее: его представители стремились сохранить пацифистскую позицию, но под давлением волны ура-патриотизма и социал-шовинистов в собственных партиях, многие из них в начале войны поддержали правительства своих государств и военные кредиты. Вместе с тем, в ходе войны они дистанцировались от провоенного руководства партий: Каутский — как и Карл Либкнехт и Роза Люксембург на левом крыле или Бернштейн на правом — оказался в антивоенной НСДПГ; центристы участвовали в Циммервальдской конференции (вместе с тем, отвергая ленинские лозунги «превращения империалистической войны в войну гражданскую» и поражения «своего» правительства).
К заметным представителям «центра» в международном рабочем движении относили таких политиков: в Германии — Карл Каутский, Гуго Гаазе, Георг Ледебур; в Австрии — австромарксисты (Отто Бауэр, Рудольф Гильфердинг, Виктор Адлер, Фридрих Адлер, Макс Адлер); во Франции — Жан Лонге, Жюль Гед; в России — меньшевики-интернационалисты (Юлий Мартов); в Швейцарии — Роберт Гримм; в Великобритании — Джеймс Рамсей Макдональд, Филипп Сноуден; в Италии — «максималисты» (Филиппо Турати, Джузеппе Модильяни); противоборствующие еврейские партии Бунд и Поалей Цион.

## Другие употребления
Для троцкистов и других революционных марксистов термин «центрист» в этом смысле имеет уничижительную ассоциацию. Они часто описывают центризм в этом смысле как оппортунистический, поскольку он выступает за революцию в какой-то момент в будущем, но в то же время призывает к реформистским практикам. Либертарные социалисты и анархисты также склонны рассматривать любой реформизм как политический оппортунизм, потому что они считают реформизм неспособным осуществить структурные изменения в социальной организации.
Термин «центризм» также обозначает позиции, которые занимали некоторые большевики в 1920-е годы. В этом контексте «центризм» относится к позиции между Правой оппозицией, которая поддерживала Новую экономическую политику и дружеские отношения с капиталистическими странами; и Левой оппозиция, которая поддержала немедленный переход к социалистической экономике и Мировой революции. К концу 1920-х годов две противоборствующие фракции были разбиты Иосифом Сталиным, который в конечном итоге получил достаточную поддержку со стороны членов обеих фракций благодаря применению различных идей, сформулированных различными лидерами фракций, в частности Львом Троцким и Николаем Бухариным.

## Статьи
- «Две статьи о центризме» Льва Троцкого